# Арсит (сын Артаксеркса I)
Арсит (V век до н. э.) — сын персидского царя Артаксеркса I, соперник своего брата Дария II за трон.

## Биография
Об Арсите сообщает в своей «Персике» Ктесий. Арсит был сыном персидского царя Артаксеркса I от вавилонской наложницы Космартидены и, таким образом, — полнородным братом Дария II — по замечанию В. П. Орлова, видимо, младшим.
После смерти Артаксеркса I Арсит выступил против занявшего трон Дария II. Арсита поддерживали знатный перс Артифий, сын Мегабиза, и греческие наёмники, в том числе из Милета. По замечанию Д. Льюиса, очевидно, это был первым случаем вмешательства греческих наёмников в династические распри Ахеменидов. Вначале, видимо, в Сирии, бунтовщикам удалось в нескольких сражениях разбить направленные против них правительственные соединения под начальством Артасира. Как отметил В. П. Орлов, «складывается впечатление, что войско Артасира, по каким-то причинам уступало армии Арсита и Артифия». Однако затем военачальнику Дария II удалось подкупить греков и этим изменить ход кампании в свою пользу.
Артифий, «обнаружив, что Арсит затаился», сдался царю, получив заверение, что ему будет сохранена жизнь. По совету жены царя Парисатиды это обещание было сначала исполнено. Однако после того как и Арсит также отдал себя на милость царя, по приказу Парисатиды оба заговорщика были подвергнуты мучительной казни — брошены в пепел, несмотря на то, что, по словам Ктесия, Дарий не желал смерти брата. Согласно Валерию Максиму, царь дал клятву не убивать своих противников при помощи насилия. Однако Дарий II нашёл способ, как сдержать своё слово, но все-таки избавиться от своих противников. Их оставили в высоком помещении на балке, протянутой над ямой с пеплом. Заснув, пленники упали вниз и погибли.
Из вавилонских документов известно, что принц «Arrisittu» был ещё жив в 417 году до н. э. Дж. Кук посчитал, что в этом году могло и произойти выступление Арсита. По мнению Эйлерса, речь идёт о тёзках. А. Шахбази с этим не согласился, отметив также, что дата смерти Арсита не определена.